# 戶倉站
戶倉站（日语：／ Togura eki */?）是位於長野縣千曲市大字戶倉1445號，信濃鐵道的信濃鐵道線車站。
從前此站前往輕井澤站方向的班次為一人控制區間。此站至長野站之間設有車長乘務（兩人控制）。在2013年3月16日時間表修正起，此站至長野之間部分列車改為一人控制。

## 歷史
- 1912年（明治45年）2月11日 - 官設鐵道信越線車站啟用[1]。在信越線啟用時，戶倉村（日语：戸倉町）內還未有任何車站，在當地居民要求下才建設此站（請願站）。
- 1973年（昭和48年） - 翻新為現時車站大樓[2]。
- 1987年（昭和62年）4月1日：伴隨國鐵分割民營化，車站由東日本旅客鐵道（JR東日本）營運[3]。
- 1997年（平成9年）10月1日 - 隨著北陸新幹線啟用，此站由信濃鐵道接管。

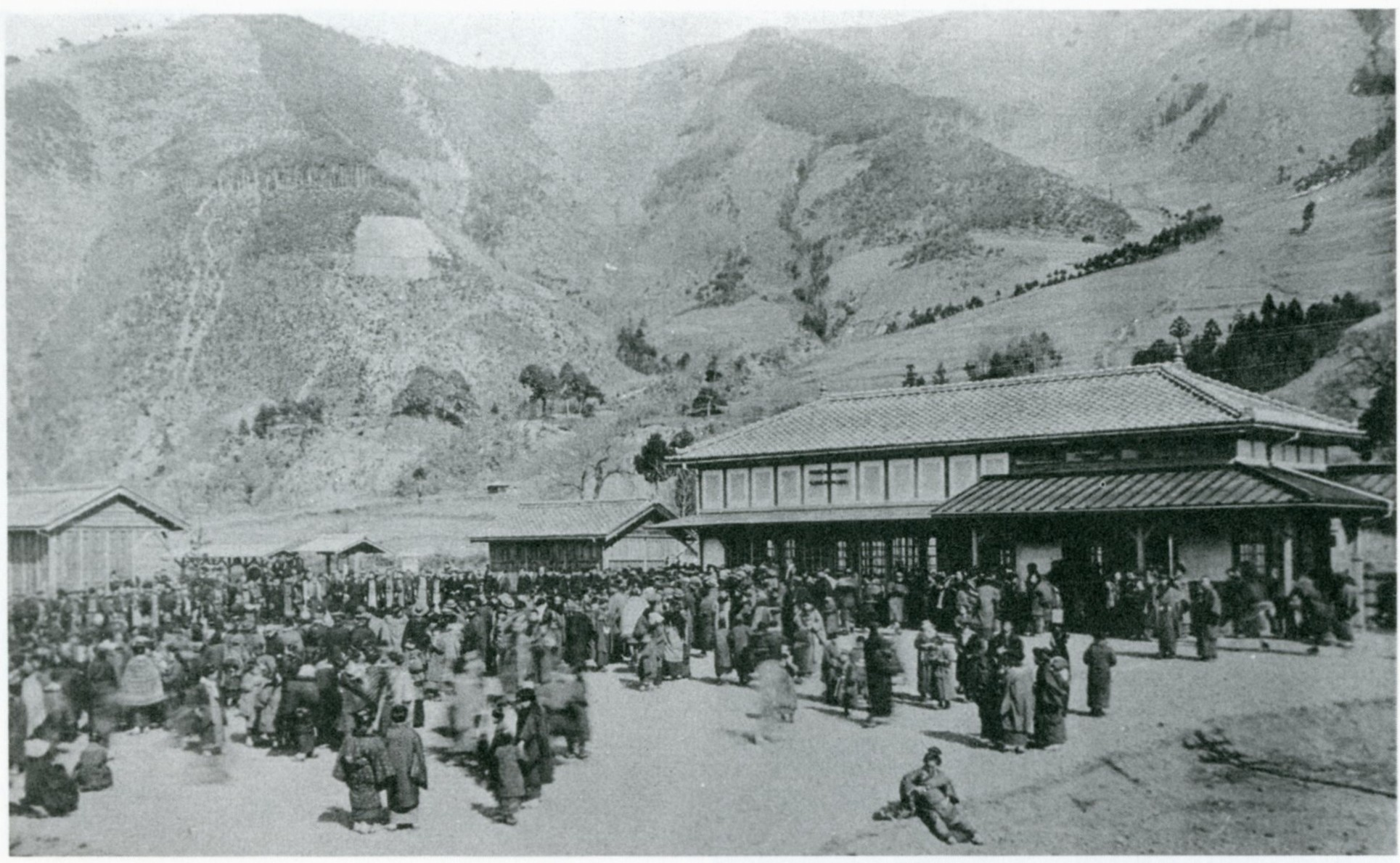
啟用開業當日的戶倉站

## 車站構造

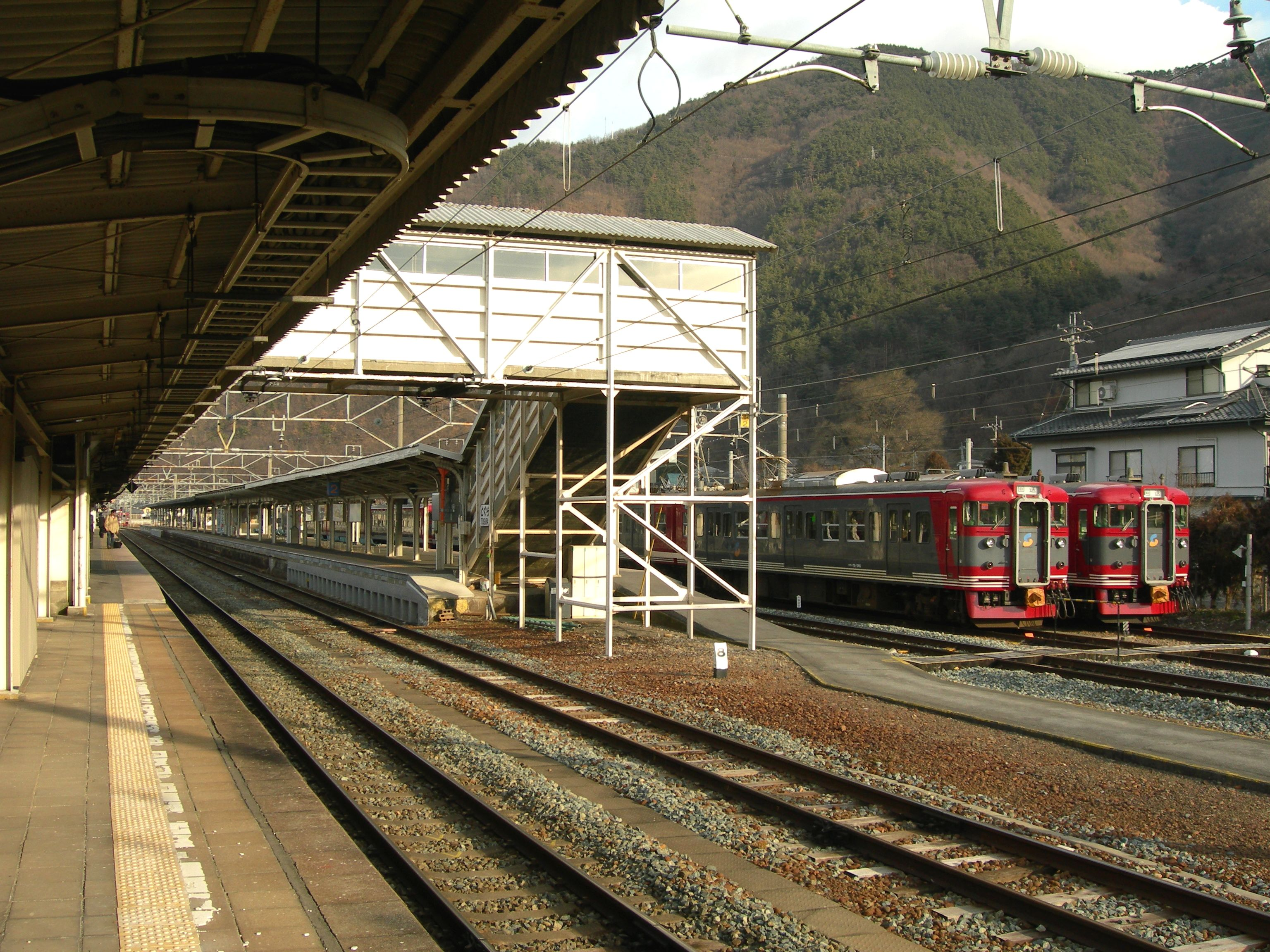
月台

車站是一座地面車站，設有1面1線的單式月台（1號月台）和1面2線島式月台（2、3號月台），共有2面3線的月台。兩月台之間設有跨線橋連接。此站沒有升降機，若使用輪椅人士需要前往2、3號月台，可向車站職員提出使用站內平交道。
此站是信濃鐵道職員配置站。此站設有車廠，設有多條留置線。曾經此站設有車站窗口和商務ekinet，當時可購買JR車票。現時只可購買信濃鐵道車費與連接其他鐵路公司的車票。

### 月台
| 月台 | 路線        | 上下行 | 方向             | 備註                 |
| ---- | ----------- | ------ | ---------------- | -------------------- |
| 1    | ■信濃鐵道線 | 下行   | 長野方向         |                      |
| 2    | ■信濃鐵道線 | 下行   | 長野方向         | 從此站出發的列車使用 |
| 2    | ■信濃鐵道線 | 上行   | 小諸、輕井澤方向 | 從此站出發的列車使用 |
| 3    | ■信濃鐵道線 | 上行   | 小諸、輕井澤方向 |                      |

## 使用狀況
以下為近年乘車人次變化：
| 乘車人次變化 | 乘車人次變化     | 乘車人次變化 |
| 年度         | 1日平均 乘車人次 |              |
| ------------ | ---------------- | ------------ |
| 1999         | 2,055            |              |
| 2000         | 1,988            |              |
| 2001         | 1,938            |              |
| 2002         | 1,901            |              |
| 2003         | 1,900            |              |
| 2004         | 1,821            |              |
| 2005         | 1,791            |              |
| 2006         | 1,767            |              |
| 2007         | 1,681            |              |
| 2008         | 1,656            |              |
| 2009         | 1,415            |              |
| 2010         | 1,340            |              |
| 2011         | 1,313            |              |
| 2012         | 1,301            |              |
| 2013         | 1,247            |              |
| 2014         | 1,194            |              |
| 2015         | 1,149            |              |
| 2016         | 1,120            |              |
| 2017         | 1,151            |              |

## 車站周邊
此站最接近戶倉上山田溫泉，在早上和黃昏設有接駁巴士來往此站與溫泉街之間。溫泉街距離車站約2.5公里。在車站正面以西約200米設有國道18號 (日本)。在該國道上設有戶倉郵局、八十二銀行戶倉分店。在國道18號南邊設有長野縣信用組合戶倉分店。在車站東邊設有戶倉碎石工業株式會社沙石場。此站設有引込線前往該處。在JR時代還有貨運列車使用該線。由信濃鐵道接管後便終止了貨物運送業務，該線變為留置線。而沙石場自身還繼續營業。

## 巴士路線
- 千曲市循環巴士（日语：千曲市循環バス）

## 相鄰車站
信濃鐵道
■信濃鐵道線
- 部分特別快速「輕井澤渡假」的停車站，觀光列車「六門」停車站

□快速
上田－（部分列車停靠坂城）－戶倉－屋代
■普通
坂城－戶倉－千曲

## 注腳
1. 1 2 3 4 5 6 7 8 9 10 11 12 13  信濃毎日新聞社出版部. . 信濃毎日新聞社. 2011-07-24: 252. ISBN 9784784071647 （日语）.
2. ↑  1973年12月20日，長野鐵道管理局發售「戶倉站改築落成紀念急行票」。
3. ↑  《交通年鑑 昭和63年版》交通協力會，1988年3月。
4. ↑  「千曲市統計書」

## 外部連結
- 戶倉站（信濃鐵道） （页面存档备份，存于）（日語）